# Kurt Becher
Kurt Andreas Ernst Becher, född 12 september 1909 i Hamburg, Kejsardömet Tyskland, död 8 augusti 1995, var en tysk köpman och SS-Standartenführer. Han var chef för SS:s ekonomiska kontor i Budapest under den tyska ockupationen 1944. I början av 1945 utsågs han till rikskommissarie för samtliga koncentrationsläger.

## Det ockuperade Ungern
I samband med förintelsen i Ungern 1944 övervakade Becher plundrandet och beslagtagandet av judiska industrier och egendomar. När Röda armén närmade sig Budapest i slutet av 1944, försökte Becher ge judar fri lejd i utbyte mot pengar. Becher träffade Raoul Wallenberg vid ett flertal tillfällen.
Becher greps av allierade soldater i maj 1945, men han blev inte åtalad för krigsbrott. Rudolf Kasztner, en av ledarna för Aid and Rescue Committee, som sökte rädda judar undan Förintelsen, vittnade till Bechers försvar.